# Ortsamt (Bremen)
Ein Ortsamt in Bremen ist eine örtliche Verwaltungsbehörde, die Aufgaben für die Stadt- oder Ortsteile eigenständig wahrnimmt.

## Aufgaben
Die stadtbremischen Ortsämter haben die Aufgabe, die bei ihnen wirkenden Beiräte bei der Erfüllung ihrer Aufgaben zu unterstützen und ihre Beschlüsse bei den Behörden und anderen zuständigen Stellen zu vertreten. Sie sind verpflichtet, den gegenseitigen Kontakt zwischen den Einwohnern, Beiräten und Behörden zu fördern. Sie müssen bei allen Angelegenheiten, die von öffentlichem Interesse sind und ihren örtlichen Zuständigkeitsbereich betreffen, tätig werden und zudem Wünschen, Hinweisen und Beschwerden aus der Bevölkerung nachgehen.
Öffentliche Aufgaben, die örtlich erledigt werden können, können per Rechts- und Verwaltungsvorschrift von den  Fachbehörden des Senats den Ortsämtern als Außenstelle übertragen werden. Letztlich bestimmt die Aufsichtsbehörde im Einvernehmen mit dem fachlich zuständigen Senator den Umfang der Aufgaben und welchen Ortsämtern als Außenstellen die Aufgaben übertragen werden.

## Leitung
Die Ortsamtsleiter/Ortsamtsleiterinnen werden von den jeweiligen Beiräten gewählt und vom Senat berufen. Die Leitung von Ortsämtern mit Zuständigkeit für mindestens einen Stadtteil ist eine hauptamtliche Tätigkeit, die Leitung der Ortsämter in den vier stadtteilfreien Ortsteilen erfolgt ehrenamtlich.

## Orte
In der Regel ist ein Ortsamt für eines der 22 Beiratsgebiete (18 Stadtteile ohne Häfen und 4 stadtteilfreie Ortsteile) zuständig, vier aber auch für zwei oder drei Stadtteile.
In Bremen sind 17 Ortsämter eingerichtet:
- Ortsamt Blockland
- Ortsamt Blumenthal
- Ortsamt Borgfeld
- Ortsamt Burglesum
- Ortsamt Hemelingen
- Ortsamt Horn-Lehe
- Ortsamt Huchting
- Ortsamt Mitte/Östliche Vorstadt (Beiräte Mitte und Östliche Vorstadt)
- Ortsamt Neustadt/Woltmershausen (Beiräte Neustadt und Woltmershausen)
- Ortsamt Oberneuland
- Ortsamt Obervieland
- Ortsamt Osterholz
- Ortsamt Schwachhausen/Vahr (Beiräte Schwachhausen und Vahr)
- Ortsamt Seehausen
- Ortsamt Strom
- Ortsamt Vegesack
- Ortsamt West (Beiräte Findorff, Walle und Gröpelingen)

## Geschichte
Der Vorläufer der Bremischen Ortsämter waren ab 1941 die vier „Außenstellen“ gemäß der Außenstellenverordnung vom 26. April 1941 in den seit 1939 stadtbremischen, davor preußischen Orten Vegesack, Blumenthal, Burglesum und Hemelingen. Daneben existierte bis  noch der Landkreis Bremen mit zuletzt nur noch 11 selbstständigen Gemeinden. Dieser wurde aufgelöst nach dem „Gesetz“ über die Vereinigung des bremischen Landgebiets mit der Stadt Bremen, das Bürgermeister Kaisen am 19. September 1945 mit Zustimmung der Militärregierung beschlossen hatte, die Bürgerschaft war zu diesem Zeitpunkt noch nicht gebildet worden. Die 11 vorher selbstständigen Gemeinden wurden zu Ortsteilen von Bremen.
Am 14. Dezember 1946 wurden 15 Ortsämter gebildet, 4 größere entsprechend den Außenstellen von 1941 und 11 in den neuen Ortsteilen der ehemaligen Landgemeinden (Borgfeld, Blockland, Seehausen, Strom, Osterholz, Oberneuland, Huchting, Habenhausen, Arsten, Lehesterdeich und Lankenau). In den ersten Jahren gab es noch einige Veränderungen:
- Der Ortsteil und das Ortsamt Lankenau wurden bereits 1951 aufgelöst, das Gebiet wurde zunächst den benachbarten Ortsteilen Seehausen, Strom und Woltmershausen zugeschlagen[3]. Das Dorf bestand noch etwa zehn Jahre weiter, bis es für den Bau des 1964 eröffneten Neustädter Hafens abgerissen wurde.
- Mit der gleichen Verordnung 1951 wurde auch ein neuer Stadtteil Horn-Lehe gegründet. Lehesterdeich verlor sein Gebiet Oberblockland an das Blockland und kam mit Horn und Lehe zu Horn-Lehe[3]. Das Ortsamt Lehesterdeich bestand zunächst weiter, bis 1954 neue Räume in Horn für das Ortsamt Horn-Lehe fertiggestellt waren.
- Der 1959 neu gegründete Stadtteil Vahr erhielt kein Ortsamt, Horn-Lehe und Hemelingen verloren Gebiete an die Vahr[4].
- Mit der Bildung des Stadtteils Obervieland 1962 wurden die Ortsämter Arsten und Habenhausen zum Ortsamt Obervieland zusammengefasst[5].

Dadurch hatte sich die anfängliche Zahl von 15 Ortsämtern bis 1951 auf 13 im Jahre 1962 reduziert. Die 13 Ortsämter von 1962 bestehen alle noch heute. Huchting wurde 1946 oder kurz darauf zum Stadtteil, Osterholz und Oberneuland erst nach 1962, damit sind heute nur noch vier stadtteilfreie Ortsteile übrig geblieben.
Bis 1967 waren Ortsamtleiter oft gleichzeitig Mitglied der Bürgerschaft. Seit 1967 ist das wegen einer Regelung zur Unvereinbarkeit von Amt und Bürgerschaftsmandat nicht mehr möglich.
Die stadtinneren Bereiche (also die Stadt Bremen in den Grenzen von vor 1939) waren zunächst ortsamtsfrei. 1971 wurden hier vier Ämter eingerichtet:
- Amt für Beiratsangelegenheiten Nordost (Schwachhausen/Vahr)
- Amt für Beiratsangelegenheiten West (Findorff/Walle/Gröpelingen)
- Amt für Beiratsangelegenheiten Süd (Neustadt/Woltmershausen) und
- Amt für Beiratsangelegenheiten Mitte (Mitte/Östl. Vorstadt)

1979 wurden diese vier Ämter umbenannt in „Ortsämter“, anstatt der Himmelsrichtungen standen jetzt die Namen der Stadtteile. 1989 wurde das „Ortsamt Findorff/Walle/Gröpelingen“ umbenannt in „Ortsamt West“.
Die Zuständigkeit für die Aufsicht über die Ortsämter liegt seit 2010 bei der Bremer Senatskanzlei, davor lag sie bei dem Senator für Inneres.
Die Ortsamtsleiter wurden ab 1971 von den jeweiligen Beiräten vorgeschlagen, seit 2012 werden sie gewählt. Die Tätigkeit ist nur in den vier stadtteilfreien Ortsteilen ehrenamtlich, bis 2018 war sie dies auch noch im Stadtteil Oberneuland.
Ortsamtsleiter wurden um 1979 für die Dauer von zwölf Jahren gewählt und bis mindestens 1989 verbeamtet, heute sind es noch zehn Jahre und sie werden Beamte auf Zeit. Die ehrenamtlichen Ortsamtsleiter in Blockland, Borgfeld, Seehausen und Strom wurden um 1970 für sechs Jahre, heute für vier Jahre gewählt.
| Ortsamt                    | Anmerkungen, Standort, Weblink | Ortsamtsleiter |
| -------------------------- | --- | --- |
| Blockland                  | Standort: Niederblockland 18 | 1946–†1963: Hinrich Kropp 1964–1970: Fritz Pape 1970–1995: Friedrich Garbade 1995–2019: Heinrich Schumacher (CDU) seit 2019: Gerd Gartelmann (CDU) (?) |
| Blumenthal                 | Standort: 1946 – 2015: Rathaus Blumenthal seit 2016: Landrat-Christians-Straße 99a Weblink: www.ortsamt-blumenthal.de | 1946–1948: Wilhelm Ahrens (SPD) 1949–1951: Willy Dehnkamp (SPD) 1952: Werner Ehrich (FDP) 1953–1959: Heinrich Schwier (parteilos) 1959–1975: Fred Kunde (SPD) 1975–1990: Karl Lüneburg (SPD) 1990–2009: Erik Petersen (SPD) 2010–2020: Peter Nowack (SPD) seit 2020: Oliver Fröhlich (parteilos)                |
| Borgfeld                   | Standort: Borgfelder Landstr. 21 Weblink: www.ortsamt-borgfeld.de | 1946–†1969: Johann Wischhusen 1969–1975: Albert Bremermann 1975–1986: Heinz Schulz 1986–1995: Hans Otto Hänecke (CDU) 1995–2007: Johannes Huesmann (CDU) 2007–2011: Gernot Neumann-Mahlkau (CDU) 2011–2015: Jürgen Linke (Grüne) 2015–†2019: Gernot Neumann-Mahlkau (CDU) seit 2019: Karl-Heinz Bramsiepe (CDU) |
| Burglesum                  | Standort: Oberreihe 2 Weblink: www.ortsamt-burglesum.bremen.de | 1948–1960: Hans Steil (SPD) 1960–1979: Arnold Thill (SPD) 1979–2005: Klaus Dieter Kück (SPD) 2006–2011: Stelle nicht besetzt seit 2012: Florian Boehlke (SPD) |
| Hemelingen                 | Standort: 1946 – 2008: Rathaus Hemelingen seit 2008: Godehardstraße 19 Weblink: www.ortsamt-hemelingen.de | 1946–1954: Hermann Osterloh (SPD) 1954–1964: Diedrich Meier (SPD) 1964–1974: Hermann Funk (SPD) 1974–1998: Hans-Dieter Rissland 1998–2003: Hans-Günter Köhler 2003–2016: Ullrich Höft seit 2016: Jörn Hermening                                                                                                 |
| Horn-Lehe                  | bis 1954: Ortsamt Lehesterdeich Standort: Lilienthaler Heerstraße 142a ab 1954: Ortsamt Horn-Lehe Standort 1954–2014: Berckstraße 10 Standort seit 2014: Landhaus Louisenthal Weblink: www.ortsamt-horn-lehe.bremen.de                                                         | bis 1954: Friedrich Borchers 1955–1959: Fred Kunde 1960–1979: Adolf Könsen (SPD) 1979–†1989: Gerd Stuchlik (SPD) 1989–1999: Karl Rüdiger Horn 2000–2004: Ulrich Mix 2004–2014: Wolfgang Ahrens seit 2014: Inga Köstner (SPD)                                                                                    |
| Huchting                   | Weblink: www.ortsamthuchting.de | 1947–1948: Franz Löbert (SPD) (davor 1945–1947 Ortsbürgermeister) 1948–1974: Heinz Meyer (SPD) 1974–1976: Manfred von Oesen (SPD) 1976–1999: Horst Lutzebäck 1999–2015: Uwe Martin seit 2016: Christian Schlesselmann                                                                                           |
| Lankenau                   | aufgelöst 1951 | nicht bekannt |
| Mitte/ Östliche Vorstadt   | zuständig für 2 Stadtteile Standorte: 1970er Jahre: Am Dobben 79 1970er Jahre: Kohlhökerstraße seit 1979: Villa Rutenberg | 1972–1987: Herbert Wulfekuhl 1988–1994: Dietrich Heck 1994–2015: Robert Bücking (Grüne) 2015–2025: Hellena Harttung (parteilos) seit 2025: Astrid Dietze (parteilos) |
| Neustadt /Woltmers- hausen | zuständig für 2 Stadtteile Standort: Neustadtscontrescarpe 44 Weblink: www.ortsamt-woltmershausen.de | 1972–1992: Klaus Rosebrock 1992–2012: Klaus-Peter Fischer 2012–2022: Annemarie Czichon seit 2022: Uwe Martin |
| Oberneuland                | Weblink: www.ortsamt-oberneuland.bremen.de | 1947–1965: Friedrich Behrens (BDV/FDP) 1965–1992: Heinrich Kaemena 1992–2007: Hermann Kothe (CDU) 2007–2015: Reiner Kahl (CDU) 2015–2019: Jens Knudtsen seit 2019: Matthias Kook |
| Obervieland                | bis 1962: Ortsämter Arsten und Habenhausen seit 1962: Ortsamt Obervieland Weblink: www.ortsamt-obervieland.de | 1945–1962: Heinrich Dickhut (SPD) (ursprünglich nur Arsten, ab 1956 auch für Habenhausen) 1963–1971: Albert Müller (SPD) 1972–1996: Siegmund Eibich 1996–2002: Sven Wojzischke (CDU) 2002–2016: Ingo Funck (SPD) seit 2016: Michael Radolla (SPD)                                                               |
| Osterholz                  | Standort: Osterholzer Heerstraße 100 Weblink: www.ortsamt-osterholz.bremen.de | 1948–1975: Heinz Hinners (SPD) 1975–1999: Gero Rosik seit 1999: Ulrich Schlüter (CDU) |
| Schwach- hausen / Vahr     | zuständig für 2 Stadtteile bis 1987: Eislebener Str. 45 1987 – 2007: Freiligrathstraße seit 2007: Wilhelm-Leuschner-Straße 27 Weblink: www.ortsamtschwachhausenvahr.bremen.de                                                                                                  | 1972–1995: Arnold Müller 1995–2011: Werner Mühl (SPD) 2011–2021: Karin Mathes (Grüne) seit 2021: Ralf Möller |
| Seehausen                  | Standort: Hasenbürener Landstraße 18a Weblink: www.ortsamt-seehausen.bremen.de | 1947–1959: Johann Brand 1959–1971: Hans Knudsen 1971–2003: Hermann Tietjen (SPD) 2003–†2016: Eva Thiemann (CDU) seit 2016: Gerd Aumund (parteilos) |
| Strom                      | Standort: Stromer Landstraße 26a (seit Juli 2019 ist aus Brandschutzgründen die Nutzung des Gebäudes untersagt) | 1946–1977: Hermann Mester 1982–1994: Christel Engelbart (SPD) 1994–1995: Werner Fischer (CDU) 1995–2011: Friedrich Mester (SPD) seit 2011: Wilfried Frerichs (CDU) |
| Vegesack                   | Standort: 1945 – 2011: Weserstraße 75 (Villa Fritze) seit 2011: Gerhard-Rohlfs-Straße 62 Weblink: www.ortsamt-vegesack.bremen.de | 1946–1947: Wilhelm Zöllig (SPD) 1947–†1948: Otto Budschigk (SPD) 1948–1964: Wilhelm Ahrens (SPD) 1964–1974: Fritz Piaskowski (SPD) 1974–1989: Heinrich Behrens (SPD) 1989–2008: Reiner Kammeyer (SPD) seit 2008: Heiko Dornstedt (SPD)                                                                          |
| West                       | zuständig für 3 Stadtteile: Findorff, Walle und Gröpelingen Standort: 1972 – 1980: Waller Heerstraße 24 1980 – 1987: Seewenjestraße 77 1987 – 2003: Elisabethstraße 135 (ehem. Schulgebäude) seit 2003: Waller Heerstraße 99 (Walle-Center) Weblink: www.ortsamtwest.bremen.de | 1972–1975: Hans Raschen 1975–1987: Heinz-Hermann Schaper 1988–1999: Bernd Peters 2000–2012: Hans-Peter Mester 2013–2023: Ulrike Pala (SPD) seit 2023: Cornelia Wiedemeyer |